# 阿贡仁波切

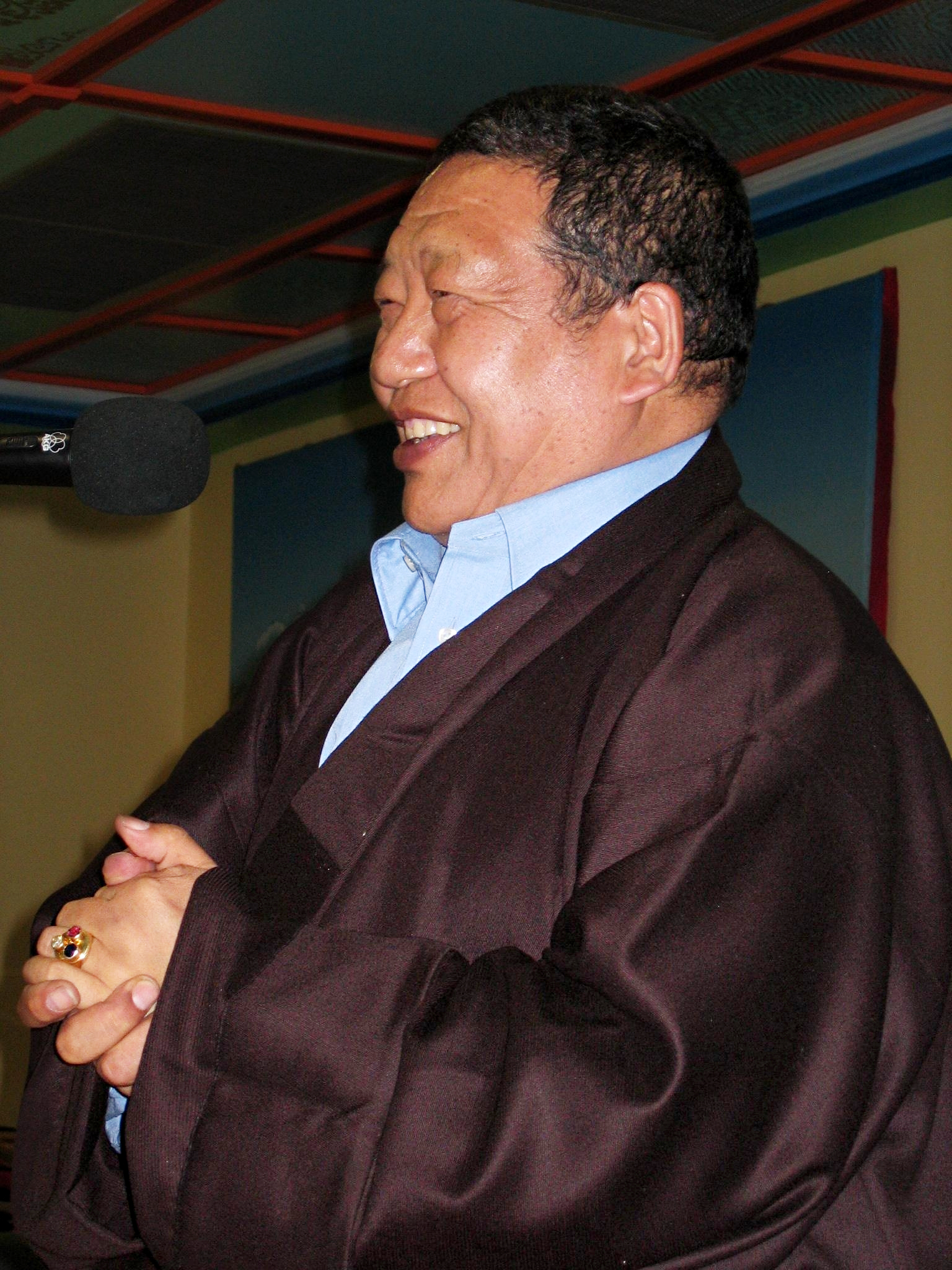
阿贡仁波切

阿贡仁波切（藏語：ཆོས་རྗེ་ཨ་དཀོན་རིན་པོ་ཆེ།，威利转写：chos rje a dkon rin po che，THL：Chöje Akong Rinpoche；1940年4月4日—2013年10月8日），英文名“Tarap Shetrup Akong”，英国籍藏族人，生于西藏昌都地区类乌齐县，藏传佛教直贡噶举派第二世阿贡活佛。他是欧洲最早的藏传佛教寺院噶举派桑耶林西藏佛教坐禅中心的创建者之一。

## 生平
他生于1940年（一说1939年）。6岁时，他被今昌都地区八宿县的卓玛拉康认定为直贡噶举派的第二世阿贡活佛。其寻访工作受到了噶玛噶举派十六世噶玛巴的指导。
1958年（一说1959年藏区骚乱后），他赴印度。1963年，他与丘扬创巴一同从印度赴英国牛津大学学习。此后他长期旅居英国，后来加入英国国籍，一直致力于向西方介绍藏传佛教与藏族文化。1967年，他与创巴活佛在英国苏格兰南部的埃斯克代尔缪尔创建噶举派桑耶林西藏佛教坐禅中心，这是欧洲最早也是至今为止最大的藏传佛教寺院。
1980年，他创立了国际慈善组织绕克巴国际（ROKPA International）并任主席。1989年起，绕克巴国际平均每年捐款20万瑞士法郎，在中国西藏自治区以及甘肃省、青海省、四川省、云南省的藏区兴建学校、医院，修缮文物等等。到2013年，已经在西藏自治区、青海省、四川省等地的40余个县资助了100余所学校。2006年10月，他在英国伦敦受到时任全国政协主席贾庆林接见。
2008年，他参观了位于云南和四川的仲巴活佛座下寺院，并且捐款资助寺院学僧的生活。2010年12月15日至16日，他与囊谦县的丹秋达哇堪布、巴塘县的阿嘎活佛一同到云南丽江看望了寺院学僧，参观了在建的指云寺莲花院、福国寺、东宝尊胜宝塔寺，并且为东宝尊胜宝塔寺新建的莲花生像装藏开光。
2011年10月，应国务院侨务办公室邀请，阿贡活佛、瑞士籍藏族洛绒尼玛等一行四人回中国参加四川省甘孜藏族自治州建州60周年庆祝活动，并且访问上海、北京。
2013年10月8日，他与侄子罗嘎、司机久美旺杰在四川省成都市武侯区一小区内被杀身亡。犯罪嫌疑人为三位藏族男性：土登古沙（四川省甘孜藏族自治州德格县人）、格递江措（西藏自治区昌都地区江达县人）、次仁班觉（西藏自治区昌都地区江达县人），案发当天随即被警方抓获。疑似因财务纠纷而發生此事。当天，他的兄弟耶舍仁波切发表声明称：“很悲痛地通知大家，我的兄弟阿贡仁波切、我的侄子和一位与他们同行的僧人今天都在成都遭遇刺杀。”